# 立木ニ関スル法律
立木ニ関スル法律（りゅうぼくにかんするほうりつ、明治42年法律第22号）は、土地に付属する立木の取り扱いに関する日本の法律である。略称は立木法（りゅうぼくほう）。「流木」と区別する目的で「たちきほう」と呼ばれることもある。
1909年4月5日に公布された。

## 概要
立木について、所有権保存登記の対象とし、立木を不動産として扱うことを定める法律である。民法の特別法としての性質を有する。
立木法により所有権保存の登記を受けた立木の所有者は、当該立木を土地と分離して譲渡したり、抵当権を設定したりできる（法第2条第2項）。また、土地所有権または地上権の処分の効力は、登記を受けた立木には及ばない（法第2条第3項）。
対象となる樹木の集団の範囲は、明治四十二年法律第二十二号第一条第二項ノ規定ニ依リ樹木ノ集団ノ範囲ヲ定ムルノ件（昭和7年勅令第12号）により定められている。
この法律を根拠に「立ち木トラスト」（一木運動）と呼ばれる運動が実施されることがある。

## 構成
- 本文（第1条 - 第21条）
- 附則